# Openbare begraafplaats van Košice
De openbare begraafplaats van Košice is gelegen in het district Zuid, tussen de straten Alejová en Rastislavová. Het is de grootste begraafplaats in Slowakije met een oppervlakte van 32 hectaren en een capaciteit van meer dan 30.000 graven.

## Ontstaan
De oorsprong gaat terug tot de jaren 1880, wanneer de toenmalige dodenakkers begonnen te kampen met plaatsgebrek. Het stadsbestuur overwoog de aanleg van een nieuwe plek om doden te begraven en in 1881 kocht het een groot stuk grond in de huidige Rastislavovastraat. In de begroting bevestigde men een uitgave van 25.000 gouden munten, voor de oprichting van een aanpalend administratief gebouw met mortuarium en dienstlokalen. Een van deze lokalen werd mettertijd omgebouwd tot autopsiekamer.
De constructie werd verwezenlijkt door de ondernemers Schmidt en Kolacsek.

## Ingebruikneming
In februari 1888 keurde de toenmalige gemeenteraad het statuut van de begraafplaats goed. Na aanvaarding door het Ministerie van Binnenlandse Zaken in april 1889 vaardigde de gemeenteraad een decreet uit met betrekking tot de sluiting van de tot dan toe gebruikte gelegenheden.
De evangelische -, calvinistische - en joodse begraafplaatsen evenals die van Sint-Kruis werden gesloten. De enige overblijvende was de dodenakker van Sint-Rosalia. 
Op 1 juni 1889 werd door hulppredikant Béla Mihályffy de eerste rouwdienst op de nieuwe locatie geleid. De eersten die er begraven werden, waren de peuters Andrej en Štefan. Het ene jongetje was vier jaar: een zoon van de huisknecht van Anton Zsampák. Het andere was een eenjarig kindje en zoontje van timmerman Ondrej Kovalcsik.

## Soldatengraven

### Eerste Wereldoorlog

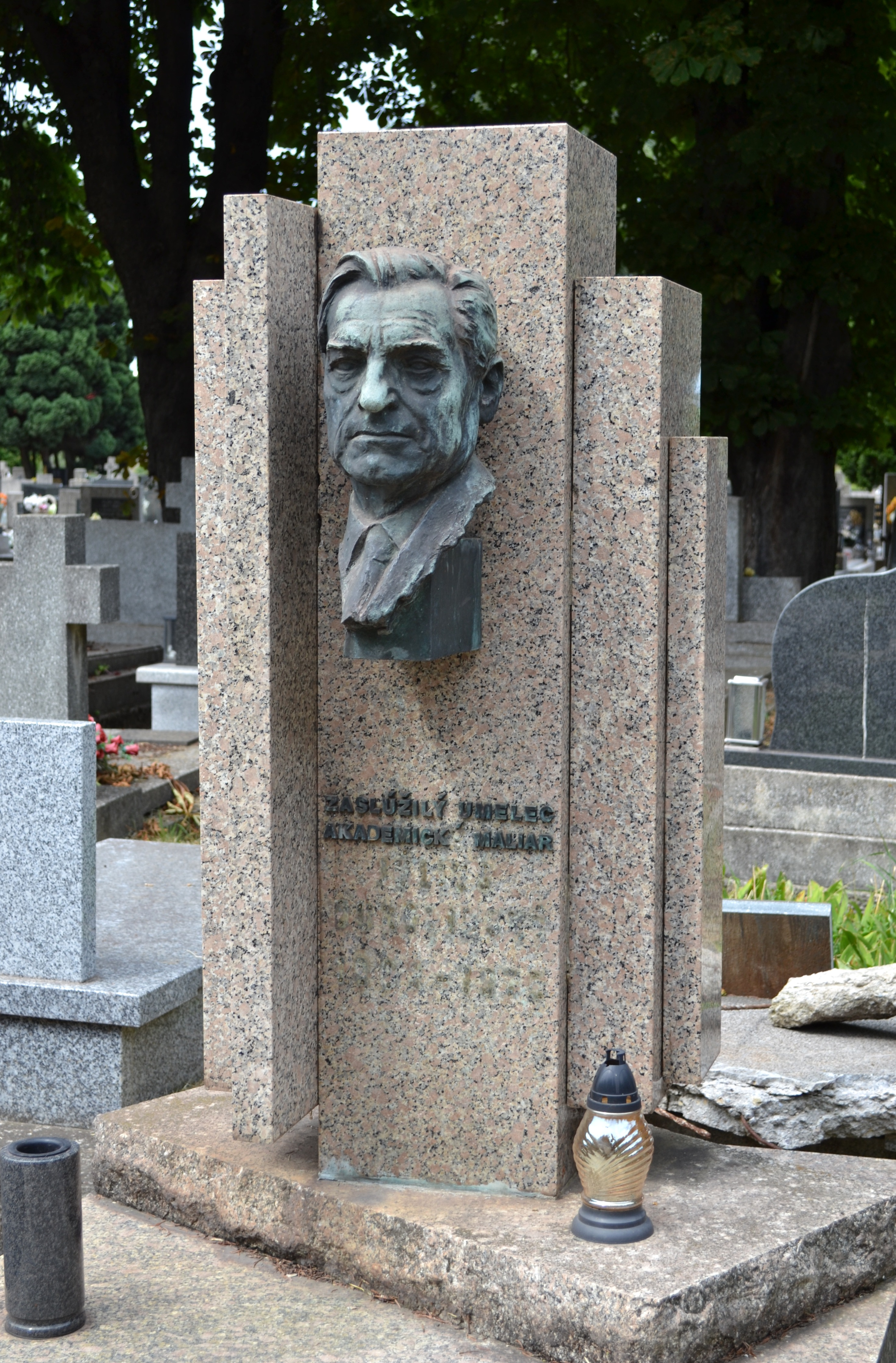
Graf van Július Bukovinský.

Niet alleen burgers maar ook soldaten van de Eerste Wereldoorlog werden hier begraven. Ongeveer 6000 gevallen stijders liggen hier op het militaire perceel.
Ter herdenking van de Tsjechen, Slowaken, Hongaren, Duitsers, Oostenrijkers, Russen, Bulgaren, Roemenen, Polen, Fransen, Turken en Italianen die hier begraven werden, bouwde men een monument met de inscriptie:

DE BEGRAVEN SOLDATEN VAN DE EERSTE WERELDOORLOG 1914-1918

Er staat nog een tweede monument onder de vorm van een obelisk. Deze is opgedragen aan de Italiaanse militairen die hier in 1919 sneuvelden. Het monument werd gebouwd door generaal Rossi die commandant was van de 6e divisie legionairs.

### Tweede Wereldoorlog
Naar aanleiding van de Tweede Wereldoorlog werden hier nog de stoffelijke overschotten begraven van andere strijders:
- Italianen die in november 1944 stierven. Benevens hun namen staat er op de obelisk een tekst in de Italiaanse taal;
- Tsjechoslowaken: op perceel nummer 12 zijn er een honderdtal begraven;
- Sovjet-soldaten en officieren: in het midden van de begraafplaats is een monument voor de rustplaats van meer dan 3.000 Sovjet-militairen. Zij kwamen om bij de bevrijding van Oost-Slowakije en Košice. Hun monument werd op 6 juli 1946 onthuld.

Op de begraafplaats zijn nog verscheidene graven van andere slachtoffers van de oorlogsgruwel: bijvoorbeeld het massagraf van de personen die destijds in de bomen van de Hlavná-straat werd opgehangen. Ook is er het massagraf van de tegenstanders van het fascisme die in de Tahanov-tunnel werden neergeschoten.

## Graven van bekende burgers
Verscheidene bekende personen uit de stad Košice rusten hier, onder meer: 
- Anton Prídavok (°1904 - † 1945),
- leden van de familie Bauerneblov, dit wil zeggen: de voormalige eigenaren van de Košice-brouwerij,
- de academische beeldhouwer Vojtech Löffler (°1906 - †1990).

## Afbeeldingen

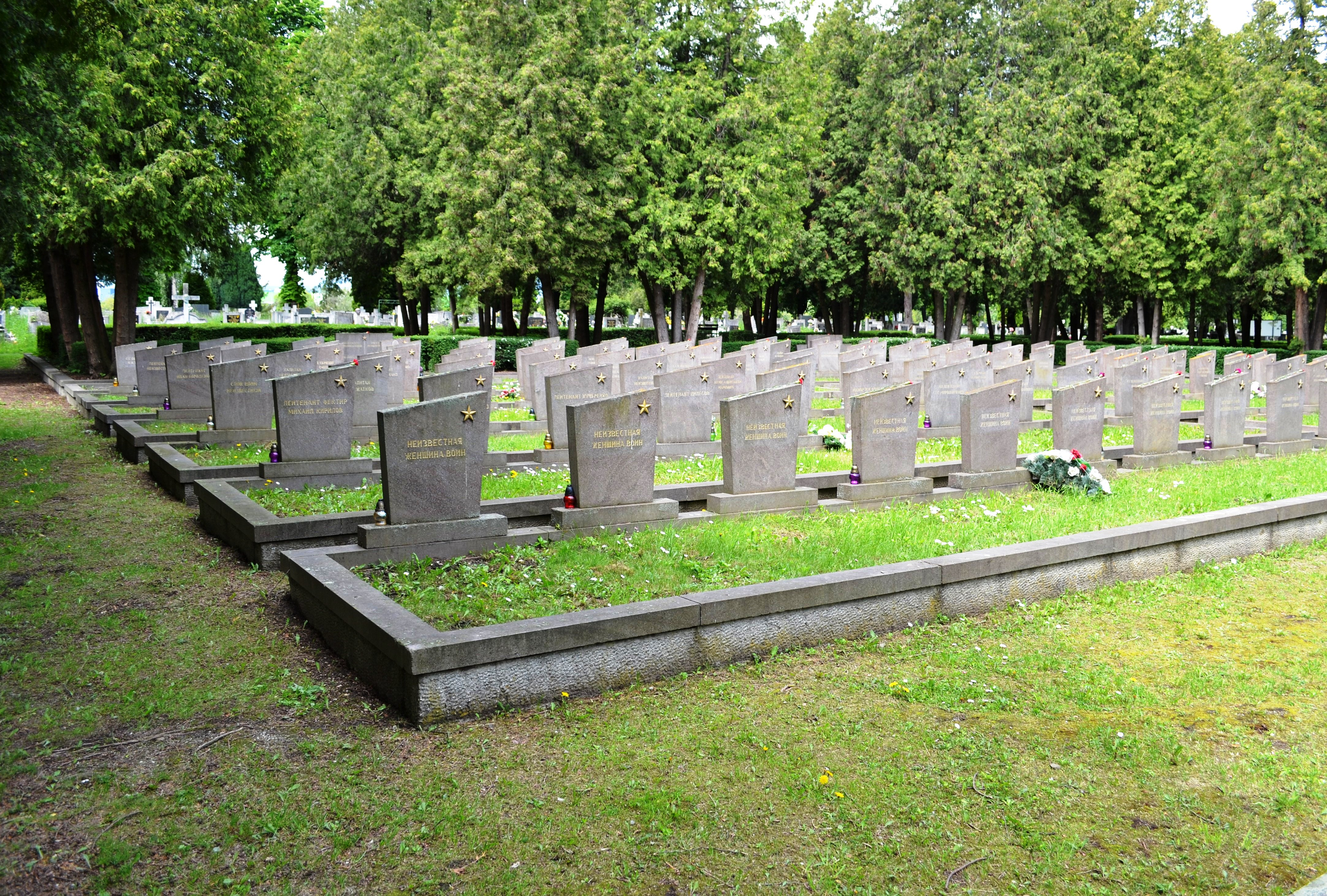
Graven van gevallen Sovjet-soldaten.
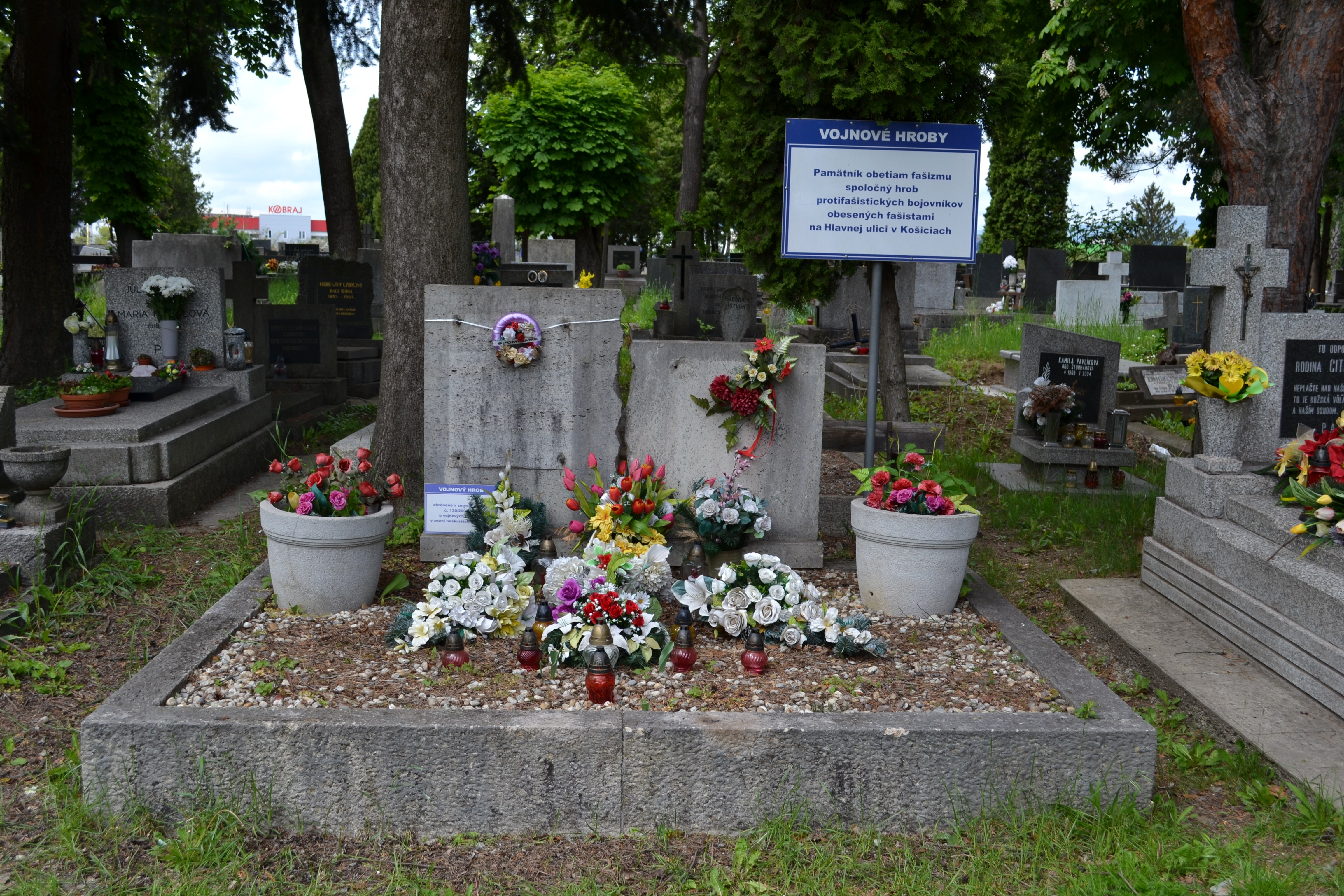
Gedenkteken voor slachtoffers van het fascisme.
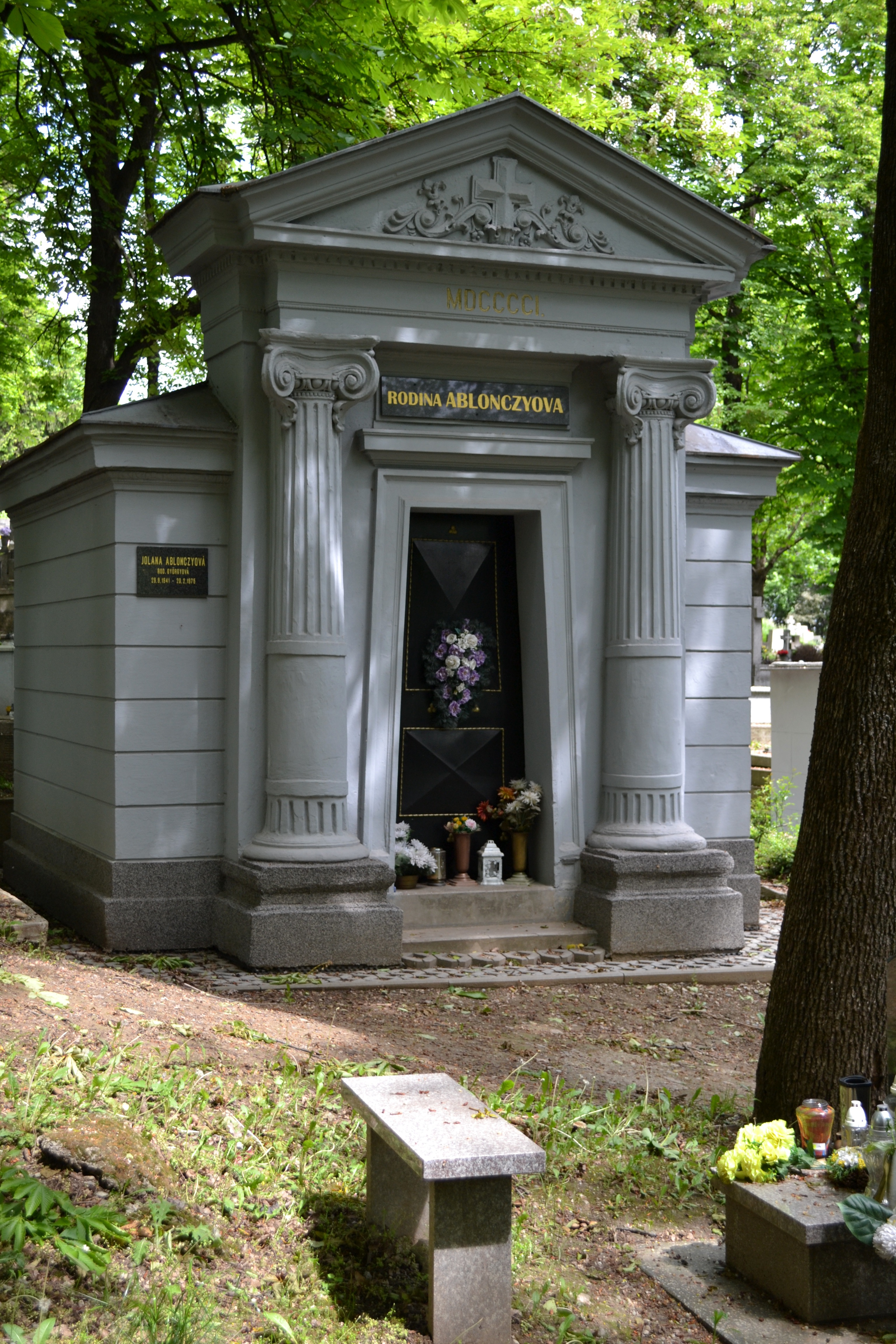
Grafkapel.
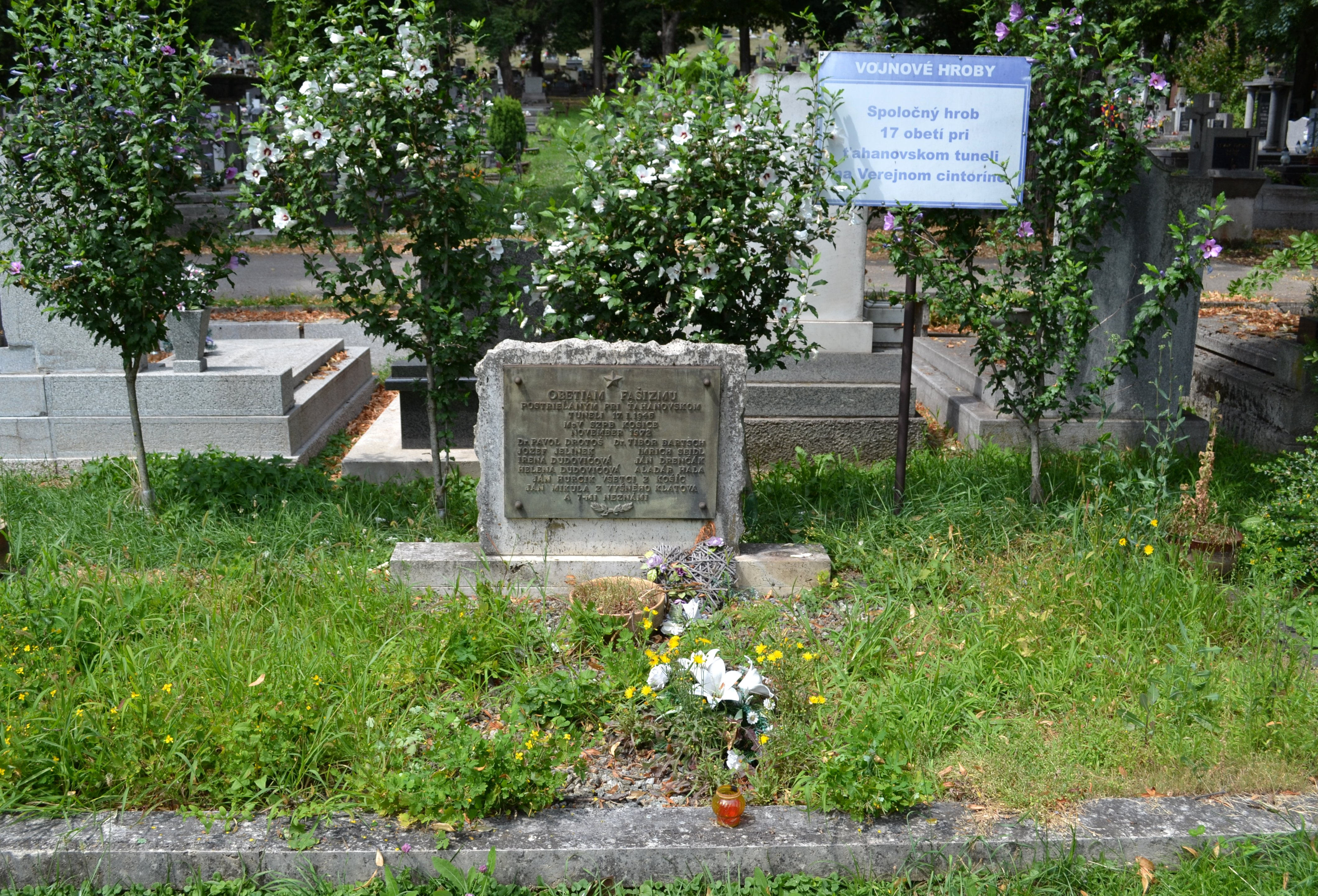
Gemeenschappelijk graf met een grafsteen.